# Catumiri
Genre
Catumiri est un genre d'araignées mygalomorphes de la famille des Theraphosidae.

## Distribution
Les espèces de ce genre se rencontrent en Amérique du Sud.

## Liste des espèces
Selon World Spider Catalog (version 14.0, 2013) :
- Catumiri argentinense (Mello-Leitão, 1941)
- Catumiri chicaoi Guadanucci, 2004
- Catumiri parvum (Keyserling, 1878)
- Catumiri petropolium Guadanucci, 2004

## Publication originale
- Guadanucci, 2004 : Description of Catumiri n. gen. and three new species (Theraphosidae: Ischnocolinae). Zootaxa, no 671, p. 1-14.